# Ślepica

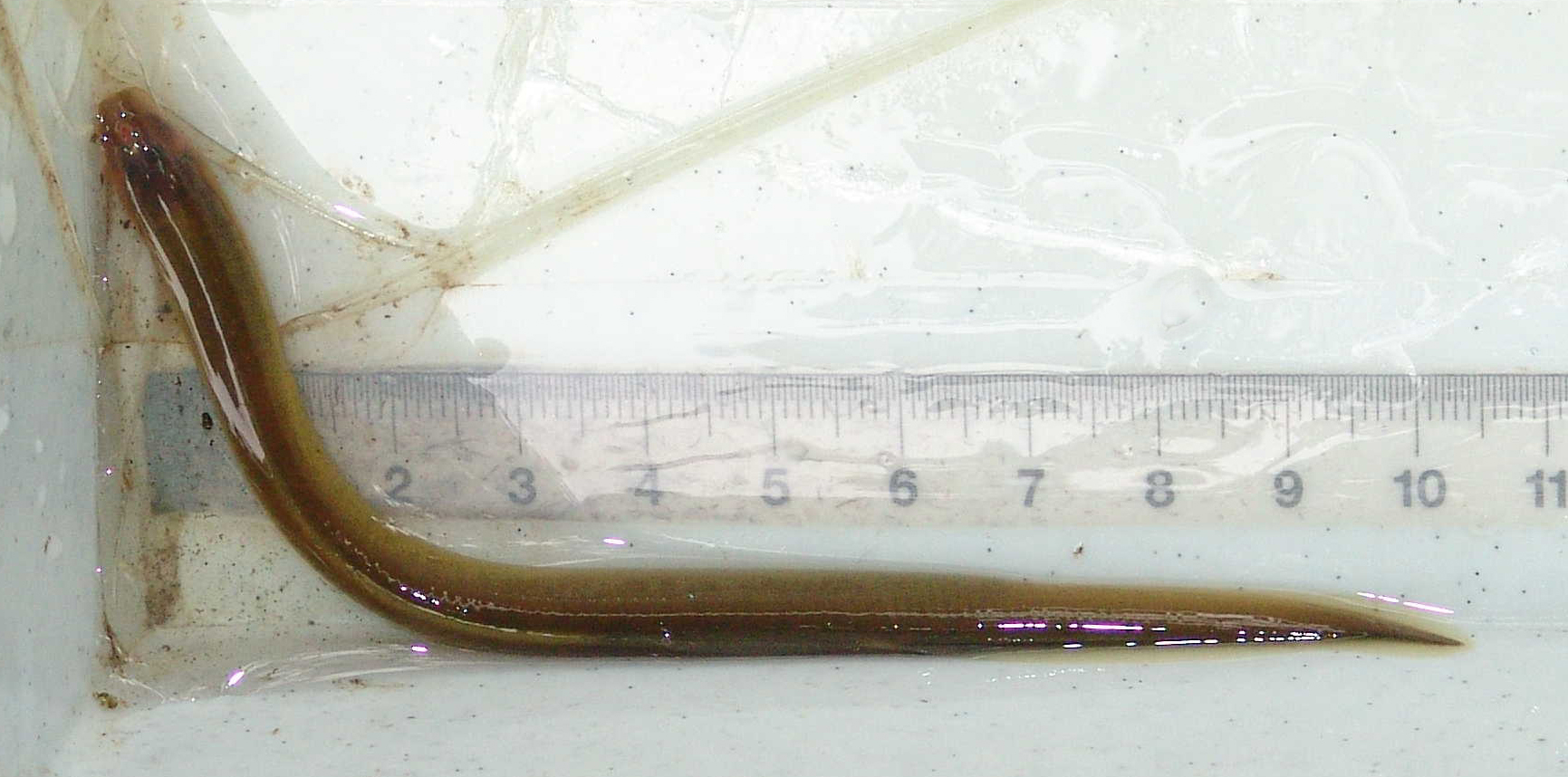
Ślepica ze skalą porównawczą

Ślepica (ammocoetes) – larwa minogokształtnych zwana inaczej węgornicą lub robaczycą, pod wieloma względami różniąca się od osobników dorosłych. Początkowo została opisana jako odrębny gatunek Ammocoetes branchialis, w wielu regionach Polski nazywany ślepicą.
Ślepica ma robakowaty kształt ciała. Po wylęgu mierzy 6–7 mm długości, a dorasta do 25 cm. Bardzo słabo rozwinięte oczy są przykryte nieprzezroczystą skórą. Otwór gębowy o wyglądzie szpary w kształcie trójkąta jest pozbawiony zębów. Służy do odfiltrowywania z wody zawiesiny organicznej, podobnie jak u lancetnika. Na dnie gardzieli funkcjonuje jeszcze endostyl. Szczeliny skrzelowe trójkątne, dobrze rozwinięte, położone na dnie bruzdy skrzelowej. Płetwy są niskie i słabo rozwinięte. Płetwa ogonowa tworzy niski fałd wokół części ogonowej.
Ślepice rozwijają się zagrzebane w osadach dna w wodzie słodkiej, a w przypadku minoga morskiego – w słonawej. Stan larwalny może trwać od 5–7 lat. Metamorfoza rozpoczyna się zwykle jesienią i może trwać nawet do 18 miesięcy, najczęściej 3–4 miesiące.